# Guerrilla Games
Guerrilla Games es una compañía subsidiaria de Sony Computer Entertainment encargada del desarrollo de videojuegos. Es uno de los catorce miembros de PlayStation Studios y su sede se encuentra en Ámsterdam (Países Bajos), donde emplea aproximadamente a 360 personas. Su director actual es Jan-Bart van Beek.
Fue conocida por desarrollar la serie de videojuegos Killzone exclusivamente para la consola PlayStation. Pero su salto a la fama mundial, fue tras su más reciente trabajo: Horizon Zero Dawn, lanzado en 2017 para PlayStation 4. y por el cual han vendido más de 20 millones de copias.

## Historia
Guerrilla es el resultado de la fusión entre tres estudios holandeses: Orange Games, Digital Infinity y Formula Game Development. Orange Games fue fundada en 1993 por Arjan Brussee, el codiseñador del juego Jazz Jackrabbit de 1994. Digital Infinity fue creada por Arnout van der Kamp en 1995; y Formula fue fundada por Martin de Ronde en 1998 y vendida a Lost Boys (un conglomerado multimedia propiedad de Michiel Mol) en 1999. Cuando los tres estudios se fusionaron, formaron Lost Boys Games como filial de Lost Boys el 1 de enero de 2000. Con de Ronde como director, la compañía empleo a 25 personas, llegando a hasta las 40 en noviembre de ese mismo año. Al año siguiente, Hermen Hulst fue contratado para reemplazar a de Ronde como director. En 2001, cuando Lost Boys se fusionó con la sueca IconMediaLab, Lost Boys Games se separó para pasar a ser una entidad independiente aún bajo la propiedad de Mol.
Lost Boys Games empezó a desarrollar juegos para la Game Boy Color con personajes originales, sin embargo, el estudio se encontró con que los editores preferían trabajar con juegos con personajes ya conocidos. Dado que el estudio no estaba dispuesto a alterar los personajes que ya había creado, no logró encontrar ningún editor. En consecuencia Lost Boys Games pasó a dedicarse a los encargos de terceros, creando juegos como Dizzy's Candy Quest (Game Boy Color, 2001), Rhino Rumble (Game Boy Color, 2002), Black Belt Challenge (Game Boy Advance, 2002), y Invader (Game Boy Advance, 2002). Los dos últimos juegos fueron publicados por Xicat Interactive. Más tarde, Mol creó una nueva compañía de contenidos, Media Republic, que terminó adquiriendo el 75% de Lost Boys Games en 2003. En julio de ese año la compañía cambió su nombre al de Guerrilla para reflejar el estilo de su nueva empresa matriz.

## Juegos desarrollados

### Siendo Lost Boys Games
| Año  | Título               | Plataforma(s)    | Ref.          |
| ---- | -------------------- | ---------------- | ------------- |
| 2001 | Dizzy's Candy Quest  | Game Boy Color   | [ 16 ] [ 17 ] |
| 2002 | Rhino Rumble         | Game Boy Color   | [ 16 ] [ 17 ] |
| 2002 | Black Belt Challenge | Game Boy Advance | [ 16 ] [ 17 ] |
| 2002 | Invader              | Game Boy Advance | [ 16 ] [ 17 ] |

### Siendo Guerrilla Games
| Año  | Título                                       | Plataforma                              | Notas                                     | Ref.          |
| ---- | -------------------------------------------- | --------------------------------------- | ----------------------------------------- | ------------- |
| 2004 | Shellshock: Nam '67                          | PlayStation 2, Xbox, Microsoft Windows  |                                           | [ 18 ]        |
| 2004 | Killzone                                     | PlayStation 2                           |                                           | [ 19 ]        |
| 2006 | Killzone: Liberation                         | PlayStation Portable                    |                                           | [ 20 ]        |
| 2009 | Killzone 2                                   | PlayStation 3                           |                                           | [ 21 ]        |
| 2011 | Killzone 3                                   | PlayStation 3                           |                                           | [ 22 ]        |
| 2013 | Killzone: Mercenary                          | PlayStation Vita                        |                                           | [ 23 ]        |
| 2013 | Killzone: Shadow Fall                        | PlayStation 4                           |                                           | [ 24 ]        |
| 2017 | Horizon Zero Dawn                            | PlayStation 4, Microsoft Windows        |                                           | [ 25 ]        |
| 2022 | Horizon Forbidden West                       | PlayStation 4, PlayStation 5            |                                           | [ 26 ]        |
| 2023 | Horizon Call of the Mountain                 | PlayStation 5                           | Codesarrollado con Firesprite             | [ 27 ]        |
| 2024 | Lego Horizon Adventures                      | PlayStation 5, Nintendo Switch, Windows | Codesarrollado con Studio Gobo            | [ 28 ]        |
| 2024 | Horizon: Zero Dawn Remastered                | PlayStation 5, Microsoft Windows        | Remasterización de Horizon Zero Dawn      | [ 29 ] [ 30 ] |
| 2025 | Death Stranding 2: On the Beach              | PlayStation 5                           | Apoyo Kojima Productions en el desarrollo | [ 31 ]        |
| TBA  | Juego de Horizon multijugador                | TBA                                     |                                           | [ 32 ]        |
| TBA  | Secuela de Horizon Forbidden West sin título | TBA                                     |                                           | [ 33 ]        |